# CER10
CER-10 je prvo digitalno elektroničko računalo u SFR Jugoslaviji, izvorno projektirano u Institutu »BK-Vinča« 1956. – 1960. godine, a konstrukcija je okončana u Institutu »Mihajlo Pupin« 1962. godine. 

## Opis
To je bilo univerzalno, jednoadresno, dinamičko računalo (brzine prosječno oko pedeset tisuća operacija u sekundi), tada među prvih desetak računala u Europi (nakon engleskih računala EDSAC i Ferranti Mark 1, njemačkih Zuse-4, ruskih MESM/BESM, te francuskih računala Bull-Gamma 3, iz razdoblja od 1949. – 59.godine. 
Računalo CER-10 prvenstveno je bilo namijenjeno rješavanju matematičkih problema u okviru SKNE-Vinča, pa je potom njegova uspješna uporaba bila za specifična kriptološka i statistička procesiranja informacija u SKNE-Tanjug (šef skupine korisnika bio je ing. Ante Subota iz Splita) od 1963. do konca 1966. godine. Napokon je računalo predano školi ETŠ - Nikola Tesla iz Beograda.
Autorsku skupinu projekta, za računalo CER-10 u Vinči, činili su: akad.dr Rajko Tomović, dr Tihomir Aleksić, dr Vukašin Masnikosa, dr Ahmed Mandžić, dipl.ing. Dušan Hristović, dipl.ing. Petar Vrbavac i dr Milojko Marić. 

## Specifikacija
Specifikacija i tehnička svojstva računala CER-10 su:
- elektronske cijevi tipa ECC81 i EL85 - Philips (oko 1750 komada)
- tranzistori tipa OC76, OC44, 2N396 (oko 1500 kom) i germanijske diode OA85 (oko 14.000 kom)
- električni releji, tipa Schrack (oko 850 kom)
- impulsni transformatori, tipa D-25 (oko 1700 kom)
- feritna jezgra od 2 mm, tipa 6D2 Philips, za memorijske matrice; feritna memorija kapaciteta 2x12 kilobajta
- ukupno ima 24 osnovnih instrukcija; duljina riječi 30+1 bita (ili šest bajtova)

- ulazno-izlazne jedinice računala: fotočitač papirne vrpce, tipa Ferranti-2B; bušač papirne vrpce, tipa Creed 25; teleprinter, tipa Siemens-100
- Električni sustav napajanja računala je neovisna motor-generatorska grupa 20/15,5 KVA poduzeća »Rade Končar«, Zagreb. Trofazni ispravljački krugovi građeni su sa silicijskim diodama tipa 14R2. Postoji automatska regulacija, relejna zaštita i signalizacije za svih 12 napona računala CER-10.